# S. Clay Wilson
Pour les articles homonymes, voir Wilson.
Steve Clay Wilson, plus connu sous la signature de S. Clay Wilson (né à Lincoln le 25 juillet 1941 et mort le 7 février 2021), est un auteur de comics underground et illustrateur américain. Après quelques années d'incertitude, il rencontre Robert Crumb qui est en train de lancer son comic book Zap Comix. Wilson propose rapidement des bandes-dessinées qui sont publiées dans celui-ci.
Ces histoires sont violentes, et la sexualité y est présentée sous toutes ces formes, surtout sous celles qui sont jugées perverses par la morale commune. Voulant par ces pages éveiller le lecteur et s'en prendre violemment aux idées de la majorité bien-pensante, Wilson a une influence importante sur Crumb, qui rapidement cherche aussi à choquer le lecteur.

## Biographie
Steve Clay Wilson naît le 25 juillet 1941 à Lincoln dans l'État du Nebraska. Pour être accepté dans l'université du Nebraska, il doit d'abord suivre l'entraînement des Reserve Officers Training Corps (ROTC). Après plusieurs avertissements, il s'en fait finalement exclure et s'engage alors dans l'armée en tant que médecin. Après six mois, il choisit ensuite de démissionner pour revenir à l'université. Il doit d'abord finir son entraînement des ROTC. Une fois cela terminé, il suit des cours en art et en anthropologie. Autant les premiers le déçoivent, car les professeurs ne jurent que par l'expressionnisme abstrait alors qu'il préfère un dessin réaliste, autant les seconds le contentent et lui permettent d'améliorer sa technique de dessin. Il quitte l'université en 1964 avec une licence en anthropologie.
.
Il passe d'un emploi à l'autre et publie ses premiers dessins en 1966, avant de partir en 1968 pour San Francisco. Il y rencontre Robert Crumb qui le fait participer à son comics underground Zap Comix dès le second numéro. Wilson avait été découragé de travailler dans les comics par ses enseignants à l'université, mais sa rencontre avec Crumb lui fait de nouveau apprécier ce medium, et il y voit un moyen pour s'exprimer. Crumb, quant à lui, trouve en Wilson un maître qui lui permet de se libérer totalement de son éducation bien-pensante. Crumb affirme ainsi que grâce à Wilson et Robert Williams, un dessinateur de posters, il est devenu un vrai rebelle et ne s'est plus auto-censuré dans ses bandes dessinées lorsqu'il voulait parler de sexualité. Ce thème, central chez ces deux artistes à cette époque, est le cœur d'un autre comics underground qu'ils décident de lancer en 1968, Snatch Comics, et dans lequel les actes sexuels sont clairement montrés.
Il publie ensuite le journal de bandes dessinées underground King Bee.

## Œuvre
Lorsqu'il participe au comix Zap Comix, Wilson a des idées arrêtées sur le rôle de l'artiste dans la société américaine : l'artiste n'est pas pour divertir les masses mais pour les éclairer, et Wilson s'en prend au conformisme de la classe moyenne. Les thèmes de ses bandes dessinées sont à l'unisson de cet idéal, puisque les personnages sont rejetés par la bonne société, qu'ils soient des motards ou des lesbiennes. Le traitement graphique même de ces sujets vise à faire réagir le lecteur, car ceux-ci ne sont jamais « beaux ». Au contraire, ils sont balafrés et ont des traits monstrueux. Deux sujets seulement intéressent ces êtres hors-norme : la violence et le sexe (le plus pervers possible).
Pour servir ce message politique, Wilson use d'un trait qualifié de « brut et sans concession ». Toutefois, selon Wilson lui-même, la violence de ses bandes-dessinées ne signifie pas qu'il est lui-même violent. Il affirme que cela peut-être comparé à une thérapie psychanalytique bien qu'il dise aussi par ailleurs être terriblement fasciné par « ce qui est déviant » et « aimer dessiner cela ».

## Influence
Steve Clay Wilson est une influence majeure de Robert Crumb. Celui-ci a reconnu que s'il n'avait rencontré Wilson, il n'aurait pu se libérer totalement. Dès lors, la sexualité devient un thème majeur et est traitée sans retenue dans le travail de Crumb.